# Jan de Boer (gymnastique)
Ne doit pas être confondu avec Jan de Boer.
Jan de Boer, né le 15 février 1859 à Nieuwe Pekela, et mort le 8 juin 1941 à Amsterdam, était un gymnaste néerlandais qui a participé aux Jeux olympiques d'été de 1908. Il faisait partie de l'équipe néerlandaise de gymnastique qui a terminé à la septième place au concours par équipes de gymnastique aux Jeux olympiques d'été de 1908.